# Tetsuo Hamuro
Tetsuo Hamuro (Fukuoka, 7 september 1917 – Takaishi, 30 oktober 2005) was een Japans zwemmer.

## Biografie
Tijdens de Olympische Zomerspelen van 1936 won Hamuro de gouden medaille op de 200m schoolslag. Van 1935 tot zijn afscheid in 1940 was Hamuro ongeslagen.
In 1990 werd Hamuro opgenomen in de International Swimming Hall of Fame.
1908: Fred Holman ·
1912: Walter Bathe ·
1920: Håkan Malmrot ·
1924: Bob Skelton ·
1928: Yoshiyuki Tsuruta ·
1932: Yoshiyuki Tsuruta ·
1936: Tetsuo Hamuro ·
1948: Joe Verdeur ·
1952: John Davies ·
1956:  Masaru Furukawa ·
1960: Bill Mulliken ·
1964: Ian O'Brien ·
1968: Felipe Muñoz ·
1972: John Hencken ·
1976: David Wilkie ·
1980: Robertas Žulpa ·
1984: Victor Davis ·
1988: József Szabó ·
1992: Mike Barrowman ·
1996: Norbert Rózsa ·
2000: Domenico Fioravanti ·
2004: Kosuke Kitajima ·
2008: Kosuke Kitajima ·
2012: Dániel Gyurta ·
2016: Dmitri Balandin ·
2020: Zac Stubblety-Cook ·
2024: Léon Marchand
- CiNii: DA10601969
- International Standard Name Identifier: 0000 0003 7909 0258
- Bibliotheek van het Japanse parlement: 00006827
- Virtual International Authority File: 256839411